# Château de Morcoux
Le château du Magny est situé sur la commune de Thil-sur-Arroux en Saône-et-Loire, dans la région Bourgogne-Franche-Comté.

## Historique
La chapelle fait l’objet d’une inscription au titre des monuments historiques depuis le 21 août 1991.

## Annexe